# سفارة سلوفينيا في الدنمارك
سفارة سلوفينيا في الدنمارك هي أرفع تمثيل دبلوماسي لدولة سلوفينيا لدى الدنمارك. تقع السفارة في وهي تهدف لتعزيز المصالح السلوفينية في الدنمارك.

## وصلات خارجية
- الموقع الرسمي
- قائمة سفارات سلوفينيا
- قائمة السفارات في الدنمارك